# Verband Portugiesischer Unternehmen in Deutschland
O Verband Portugiesischer Unternehmen in Deutschland (VPU, em português: Associação de Empresas Portuguesas na Alemanha) é uma associação alemã de empresas de Negócios relacionados com o comêrcio luso-alemão.

## História
Foi fundado em 1996 na cidade de Bona. Depois de passar por Frankfurt am Main (português: Francoforte do meno), está hoje sediade em Köln (em português: Colônia (Alemanha)). Rogério Pires é o seu diretor desde julho 2012.

## Atividades
O VPU pretende funcionar como uma ponte para empresas portuguesas a entrar no mercado alemão. Presta assistência igualmente a empresas alemãs a estabelecer contatos com parceiros lusófonos. 
As atividades do VPU visam facilitar contatos comerciais, e estão direccionadas para a assistência de empresas nesse sentido. Assim, o VPU oferece serviços como traduções ou procura de mão-de-obra, além de esclarecimentos em questões jurídicas, burocráticas, interculturais, entre outras. Também oferece soluções On-Site-Management nos dois países, e desenvolvimento e gerência de projetos de negócios. 
O VPU tem vindo ainda a editar o Directório Empresarial Luso-Alemão, em parceria com o jornal Portugal Post sediado em Dortmund. É também parceiro de iniciativas oficias para jovens empresários imigrantes na Alemanha.

## Membros e parceiros
Entre os membros do VPU estão empresários do comêrcio luso-alemão, dependências de grupos económicos portugueses na Alemanha, gerentes portugueses de empresas internacionais, e associações economicas de ambos os países.
Os parceiros do VPU são ministérios, câmaras de comêrcio e embaixadas de ambos os países, além da Associação Luso-Alemã e outras organizações. Em Portugal, o VPU mantém parceria com o IEFP.